# Großsteingräber bei Gehrden
Die Großsteingräber bei Gehrden waren ursprünglich drei jungsteinzeitliche megalithische Grabanlagen bei Gehrden, einem Ortsteil der Stadt Zerbst/Anhalt im Landkreis Anhalt-Bitterfeld in Sachsen-Anhalt. Von diesen existiert heute nur noch eines, bei dem es sich auch um das einzige noch erhaltene kammerlose Hünenbett in Sachsen-Anhalt handelt. Die beiden anderen Gräber wurden im 18. oder frühen 19. Jahrhundert zerstört.

## Lage
Das erhaltene Grab befindet sich am nordwestlichen Ortsrand von Gehrden auf einer Wiese und ist über eine Straße zugänglich. Das zerstörte Grab 2 befand sich westlich oder südwestlich von Gehrden auf einer Anhöhe an der Grenze zu Gödnitz. Das zerstörte Grab 3 lag unmittelbar südlich von Gehrden auf der Wiese westlich der Straße Neue Reihe. Es war von einer heute nicht mehr existierenden Windmühle überbaut worden.

## Forschungsgeschichte
Erstmals erwähnt wurden die Gräber in Gehrden von Johann Christoph Bekmann in seiner 1710 erschienenen Historie Des Fürstenthums Anhalt. Eine genauere Beschreibung der Anlagen lieferte Joachim Gottwalt Abel, der zwischen 1755 und 1806 Pastor in Möckern war. Dieser hinterließ hierüber nur handschriftliche Aufzeichnungen, die 1928 durch Ernst Herms publiziert wurden. Bei Herms’ Untersuchungen war nur noch ein Grab erhalten, die anderen waren bereits vollständig abgetragen.

## Beschreibung

### Das erhaltene Grab

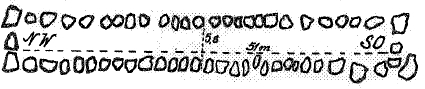
Grundriss des Hünenbettes nach Ernst Herms

Das erhaltene Grab gehört zum Typ der kammerlosen Hünenbetten und stellt als solches das einzige erhaltene Großsteingrab dieses Typs in Sachsen-Anhalt dar. Das Hünenbett ist rechteckig und südost-nordwestlich orientiert. Es weicht damit von der in der Gegend üblichen Ost-West-Orientierung ab. Das Hünenbett hat eine Länge von 51 m und eine Breite von 5,8 m. Von den ursprünglich 65 Steinen sind noch 58 erhalten. Es fehlen einige an der nordöstlichen Langseite sowie an den Schmalseiten. 18 Steine ragen mehr als 1 m aus der Erde. Ein besonders großer, umgekippter Eckstein hat eine Länge von 2,8 m und eine Breite von 1,3 m.
Ein Stein der Umfassung wurde nach dem Ersten Weltkrieg für ein Kriegerdenkmal auf dem Friedhof von Gehrden verwendet.
Im Hünenbett wurde Keramik der Kugelamphorenkultur gefunden.

### Die zerstörten Gräber

#### Grab 2
Grab 2 war kleiner als die erhaltene Anlage und befand sich bereits bei Abels Untersuchung in schlechtem Zustand. Es war auf sandigem Grund errichtet worden. Viele Steine waren bereits umgekippt oder bedingt durch Sandabbau verlagert worden. Angaben zu den Maßen der Anlage liegen nicht vor. Ob die Anlage ursprünglich eine steinerne Grabkammer besessen hatte, ist unbekannt. Der genaue Grabtyp kann somit nicht sicher bestimmt werden.

#### Grab 3
Die Anlage besaß ein nordsüdlich orientiertes Hünenbett, das zur Zeit von Abels Untersuchung durch den Bau einer Windmühle bereits stark zerstört worden war. Abel konnte nur noch 15 Steine in der südlichen Hälfte des Bettes feststellen. Davon standen neun an der östlichen und sechs an der westlichen Langseite. Angaben zu den Maßen der Anlage liegen nicht vor. Ob die Anlage ursprünglich eine steinerne Grabkammer besessen hatte, ist unbekannt. Der genaue Grabtyp kann somit nicht sicher bestimmt werden.